# Karadakere, Maddur
Karadakere là một làng thuộc tehsil Maddur, huyện Mandya, bang Karnataka, Ấn Độ.